# Heinz Börner (Autor)
Heinz Börner (* 1934) ist ein ehemaliger Seeoffizier, Großhandelskaufmann und Diplomwirtschafter.
Börner war  im Volksbuchhandel tätig als Planungsleiter und Ökonomischer Leiter, Direktor Buchbetrieb Karl-Marx-Stadt und von 1983 bis 1990 als Hauptdirektor.

## Veröffentlichungen
- Programm für die Weiterbildung der im polytechnischen Unterricht der Klassen 1–6 eingesetzten Lehrer im Fach Werkunterricht
- Sozialistische Militärwissenschaft
- Studienanleitung zum Lehrbuch „Ökonomik des Buchhandels“
- Im Leseland. Die Geschichte des Volksbuchhandels. Das Neue Berlin, Berlin 2012. ISBN 978-3-360-02134-2

## Quelle
- Heinz Börner bei der Eulenspiegel-Verlagsgruppe